# Monumento a Nossa Senhora (Díli)

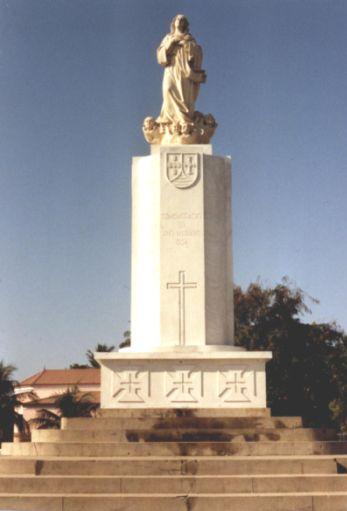
Monumento a Nossa Senhora.

O Monumento a Nossa Senhora,  construído na capital timorense de Díli no ano de 1954 e inaugurado em 1956, está localizado no centro de um jardim no largo de Lecidere, a oeste da praça do Palácio do Governo e em frente à Maternidade Leonor Dias. Nele figura o brasão simplificado do Timor Português e a imagem de Nossa Senhora rodeada de anjos.
Tem um largo onde todos os anos é celebrada a missa e de onde partem as procissões de 13 de outubro, com a imagem da Imaculada Conceição.